# Баранова улица (Ижевск)
Улица Баранова (ранее Баранов переулок) — улица в Ленинском районе Ижевска. Названа по фамилии домовладельца первого дома на улице, мастерового Максима Баранова. Начинается от улицы Городок машиностроителей и идёт 930 метров в направлении на юго-восток, затем 1,5 км — на восток, затем 880 метров — на северо-восток, пересекая железнодорожную линию «Ижевск-Балезино». И заканчивается на 14-й улице. Главная достопримечательность улицы — водонапорная башня (Баранова, 34), построенная в 1920-х годах и являющаяся объектом культурного наследия. Общая длина улицы — 3,45 км. В 1960-х годах на железнодорожном переезде на улице Баранова было довольно оживлённо. Сегодня это тихий, заброшенный уголок города.